# Euphyia constipata
Euphyia constipata är en fjärilsart som beskrevs av Walker 1862. Euphyia constipata ingår i släktet Euphyia och familjen mätare. Inga underarter finns listade i Catalogue of Life.